# Мацуда Митиюки
Митиюки Мацуда (яп. 松田道之,まつだみちゆき, МФА : [mat͡suda m ʲ it͡ɕijuki]; 22 июня 1839 — 6 июля 1882 г.г.) — японский политический и государственный деятель. Служащий Министерства внутренних дел Японии. Первый председатель префектуры Сига. Сыграл главную роль в аннексии Рюкю.

## Биография
Родился 22 июня 1839 года в самурайской семье Кубо, вассалов Тоттори-хану провинции Инаба. В детстве его отдали роду Мацуда в качестве приёмного сына. Учился в частной школе Кангиен.
В 1862 году прибыл в Киото в сопровождении Йосинори Икеды. В юности интересовался политикой, был участником движения «Уважаем императора, долой варваров!» и выступал за свержение сёгуната. После реставрации Мэйдзи 1868 года Митиюки взяли на правительственную службу. Он поочерёдно работал провинциальным чиновником, писарем Имперской канцелярии, заместителем судьи Киотского суда.
В 1871 году был назначен главой префектуры Оцу, а в следующем — первым председателем префектуры Сига. Способствовал изучению иностранных языков среди местных детей и 1872 году основал школу европейских наук. В 1874 году стараниями председателя префектуры был открыт первый в Японии Региональный совет местных депутатов.
В марте 1875 года по рекомендации Тосимити Окубо и Хиробуми Ито был переведён на работу в Министерство внутренних дел Японии и назначен старшим секретарём. Занимался вопросом аннексии Рюкюского государства. В течение 1875—1879 годов провёл три серии переговоров с рюкюским правительством о присоединении, которые завершились безрезультатно. Наконец, в 1879 году провёл аннексию Рюкю под давлением оружия и провозгласил создание префектуры Окинава. За эту операцию был награждён Орденом Восходящего Солнца III степени.
В декабре 1879 года был назначен главой префектуры Токио. Благодаря ему была налажена работа токийской противопожарной системы, проведён новейший водопровод, установлены газовые фонари и приведён в порядок Токийский порт в районе Синагава.
6 июля 1882 года скончался в Токио от тяжёлой болезни. Похоронен на токийском кладбище Аояма.